# إيرل أنتوني
إيرل أنتوني (بالإنجليزية: Earl Anthony)‏ هو لاعب البولنغ ‏ أمريكي، ولد في 27 أبريل 1938 في تاكوما في الولايات المتحدة، وتوفي في 14 أغسطس 2001 في نيو برلين في الولايات المتحدة.

## وصلات خارجية
- إيرل أنتوني على موقع الموسوعة البريطانية (الإنجليزية)
- إيرل أنتوني على موقع إن إن دي بي (الإنجليزية)